# Tegghiaio Aldobrandi
Tegghiaio Aldobrandi (mort à Lucques en 1262) est un homme politique italien, fils d'Aldobrando Adimari.

## Biographie
Il fut podestat de San Gimignano sur mandat impérial et podestat d'Arezzo en 1256. Il combattit dans la bataille de Montaperti en tant que guelfe. Il avait déconseillé d'attaquer Sienne, mais son conseil ne fut pas écouté, entraînant la défaite de sa faction. Bien que suspecté d'usure, les chroniqueurs anciens le décrivent comme un « chevalier de grand courage (...) et de grande valeur dans les œuvres de guerre ». Il mourut en exil à Lucques en 1262.

## Citation dans la Divine Comédie
Tegghiaio Aldobrandi est mentionné dans La Divine Comédie de Dante Alighieri, plus précisément dans l'Enfer, chant XVI. Dante le place parmi les sodomites dans le troisième giron du septième cercle, en compagnie de plusieurs autres Florentins illustres.
Voici l'extrait où il est mentionné :

« L'altro, ch'appresso me la rena trita,
è Tegghiaio Aldobrandi, la cui voce
nel mondo su dovria esser gradita. »

Traduit par Jacqueline Risset ainsi : 

« L'autre, qui presse le sable derrière moi,
est Tegghiaio Aldobrandi, dont la voix
aurait dû être entendue là-haut sur terre. »

Dans ce passage, Dante exprime son respect pour Tegghiaio Aldobrandi et les autres personnages mentionnés, malgré leur présence en Enfer.